# Reinsberg (Niederösterreich)
Reinsberg ist eine kleine Gemeinde mit 1052 Einwohnern (Stand 1. Jänner 2024) im Bezirk Scheibbs im niederösterreichischen Mostviertel in der Eisenwurzen.

## Geografie
Der Ort liegt ungefähr 12 km südwestlich von Scheibbs.
Bekannter als der Ort selbst ist die Burgruine Reinsberg, die 1990 zu einer Veranstaltungsarena ausgebaut wurde. Dadurch stieg in der Gemeinde der Fremdenverkehr wieder an. Es werden auch verschiedene Erlebniswochen oder Landschulwochen angeboten.

### Gemeindegliederung
Das Gemeindegebiet umfasst folgende fünf Ortschaften (in Klammern Einwohnerzahl Stand 1. Jänner 2024):
- Buchberg (90)
- Kerschenberg (87)
- Reinsberg (469)
- Robitzboden (318)
- Schaitten (88)

Die Gemeinde besteht aus den Katastralgemeinden Buchberg, Kerschenberg, Reinsberg und Robitzboden.

### Nachbargemeinden
|              | Wang, Steinakirchen am Forst                | Purgstall an der Erlauf |
| Gresten-Land | Kompassrose, die auf Nachbargemeinden zeigt | Scheibbs                |
|              | Gaming                                      |                         |

## Geschichte

### Erste Besiedlung
Im heutigen Gemeindegebiet von Reinsberg siedelten bereits vor 4000 Jahren sesshafte Viehzüchter, wie ein Steinbeilfund beweist. Die 10 cm lange, gelochte Steinaxt aus hellgrünen Serpentinen ist das besterhaltene Fundstück im Bezirk aus dieser Zeit. Sie stammt aus der ausklingenden Jungsteinzeit bzw. der beginnenden Kupferzeit um 1900 bis 1800 vor Chr. Sie war für den Erstbesitzer bereits eher ein Rangabzeichen als ein Werkzeug.
Bis zur ersten urkundlichen Erwähnung im Jahre 1215 fehlen weitere Hinweise auf die Geschichte Reinsbergs. Die Besiedlung wird parallel zu der des übrigen Gebietes erfolgt sein. Um 800 v. Chr. wanderten illyrische Stämme ein – von ihnen stammt der Name „Erlaf“ (Erlauf), 400 Jahre später drangen die Kelten in den Alpenraum vor. 50 n. Chr. bestand die Bevölkerung aus einer keltisch-illyrischen Mischbevölkerung, die in kleinen Weilern wohnte, daneben gab es römische Einzelhöfe mit Gutsbetrieb. In der Zeit um 996 verlief wahrscheinlich die Kärntner Grenze in dieser Gegend. Auch die Burgruine zeugt noch heute von der einstigen Trennlinie zwischen der Ostmark und der Karantanischen Mark.

### Gegenreformation

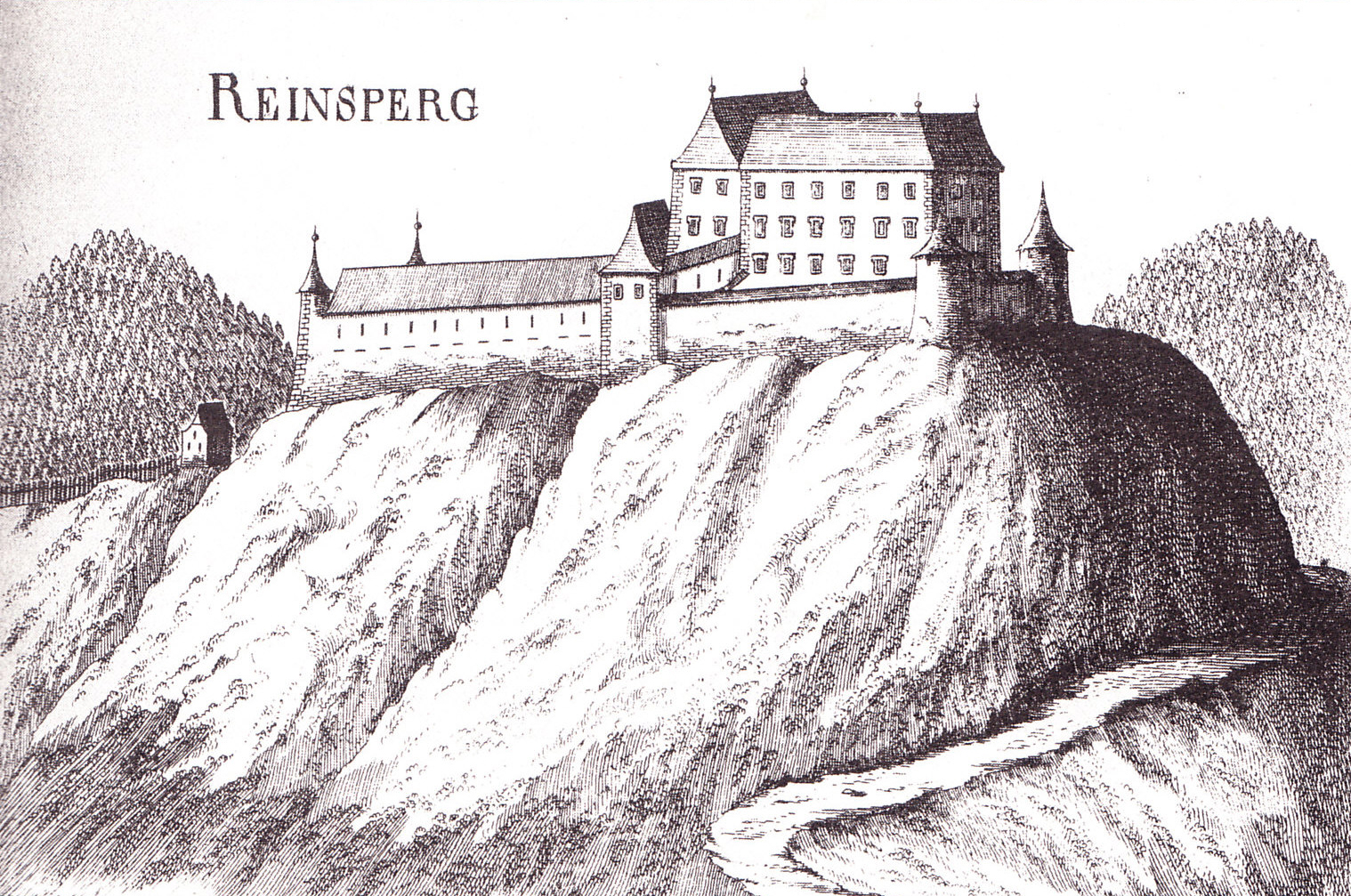
Burg Reinsberg, Kupferstich, Georg Matthäus Vischer, 1672

Reinsberg blieb bis 1627 protestantisch. Weil das Einkommen der Pfarre Reinsberg sehr gering war und sich ein Pfarrer hier ohne zusätzliche Einkünfte kaum halten konnte, wurde Reinsberg von 1630 bis 1688 von den Pfarrern der angrenzenden Pfarre Gresten und von 1689 bis 1699 der Pfarre Purgstall aus versorgt, allerdings, ohne seine Eigenständigkeit als Pfarre zu verlieren.
In dieser pfarrerlosen Zeit hatte die Gegenreformation nur langsamen Erfolg. Als der Kaiser zunehmend härter durchgreifen ließ, verließen viele Protestanten ihre Heimat in Österreich und wanderten nach Deutschland aus.
Aus Reinsberg wanderten um 1650 aus 19 Häusern rund 50 Personen aus.

### Türkenjahr 1683
Auf den Dreißigjährigen Krieg, den unsere Heimat ohne besondere Auswirkungen überstanden hatte, folgte das Türkenjahr 1683. Ein riesiges türkisches Heer brach auf, um über Belgrad nach Wien zu ziehen. Im Juni erreichte es die Wiener Vorstädte, die vorher, um den Türken keine Unterkunft zu bieten, niedergebrannt worden waren. Wieder, wie schon vor 150 Jahren (1529), stießen türkische Reitertruppen (Akinschi) südlich der Donau bis Amstetten vor. Sie überfielen die Bauern bei der Kornernte, hieben sie nieder, brannten die Bauernhöfe ab, raubten die jungen Frauen und Kinder. Befestigte Orte wie zum Beispiel Purgstall und Scheibbs ließen sie im Mostviertel meist ungeschoren.
Auch in Reinsberg brachten die Türken Not und Verderben. Nach einer Aufstellung der Herrschaft Purgstall aus dem Jahre 1683 wurde durch die Türken am 17. Juli 1683 in Reinsberg großer Schaden angerichtet.

### Barockzeit

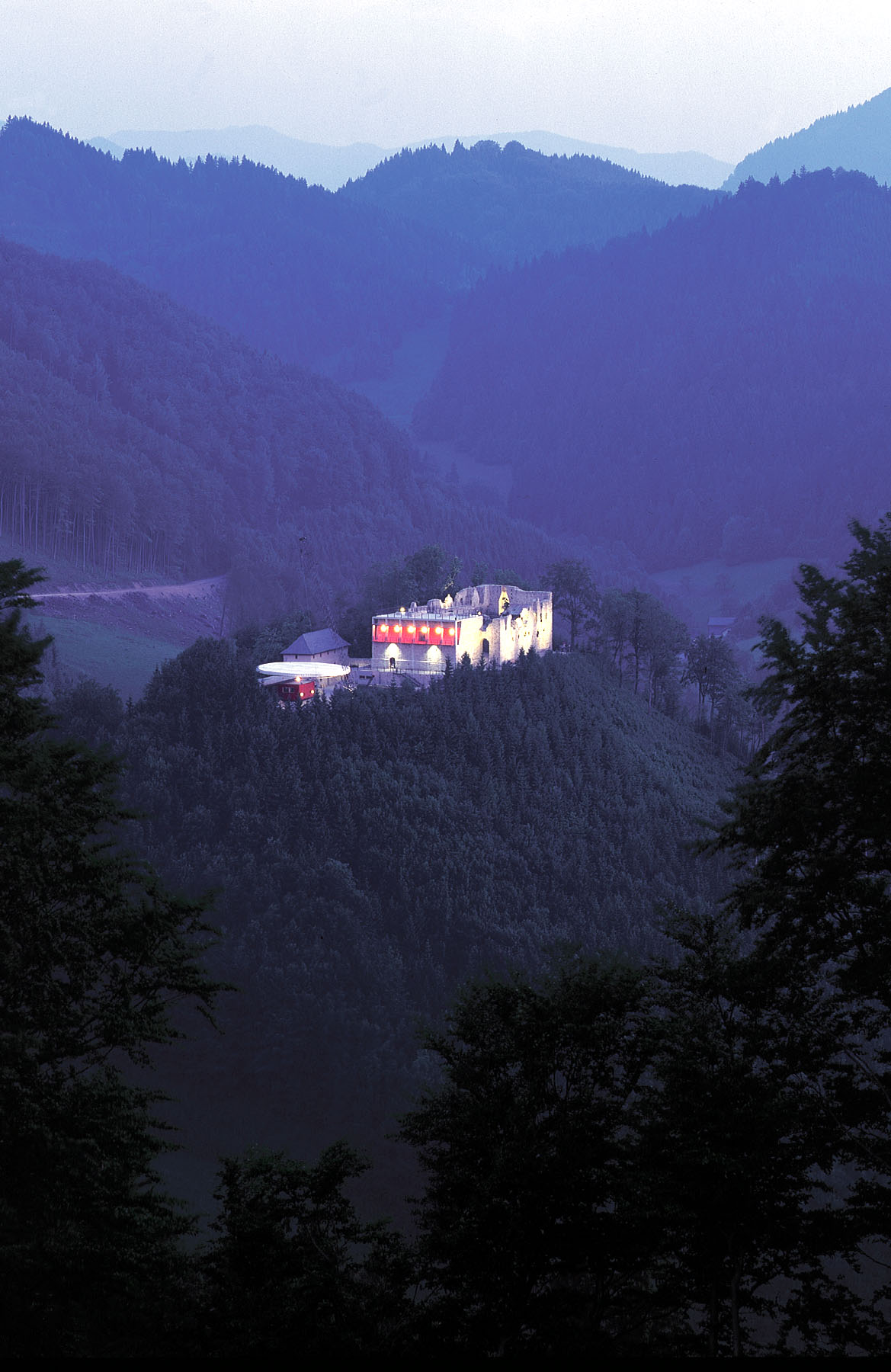
Burgarena Reinsberg

Nach Überwindung des Luthertums und der Türkengefahr erlebten die Herrschaften und die Kirche in Österreich einen großen Aufschwung: Das Barockzeitalter begann. Künstler, Baumeister, einheimische und solche, die zugezogen waren, wie Jakob Prandtauer, bekamen ein reiches Betätigungsfeld. Viele Dorfkirchen, Klöster, Schlösser, aber auch Privathäuser wurden um- oder neugebaut. Viel an gotischer Kunst wurde in dieser Zeit zerstört. Dafür entstand die großartige Barocklandschaft Niederösterreich. Nachdem bereits 1614/15 die Emporkirche erbaut worden war, erhielt die Kirche in Reinsberg zu Beginn des 18. Jahrhunderts eine barocke Einrichtung. Von den Jahren 1699–1704 stammen Kirchenrechnungen, die darauf schließen lassen, dass in Reinsberg modernisiert, d. h. barock eingerichtet wurde.

### 19. und 20. Jahrhundert
Österreich hatte im ersten Jahrzehnt des 19. Jahrhunderts durch die dreimalige französische Besatzung sehr zu leiden, als Napoleon gegen Österreich und Russland seine Kriege gewann und Österreich besetzte. Viel Besatzungsmühsal mussten die Bewohner des Erlauftales über sich ergehen lassen. Nach dem Sieg der Allianz gegen Napoleon und nach dem Wiener Kongress, bei dem Europa neu geordnet wurde, hatten die Menschen unseres Landes endlich einige Jahrzehnte Ruhe. Die Wirtschaft blühte auf, die Industrialisierung ging rasch vor sich. Die Landwirtschaft konnte sich verbessern. Die Situation für die Bauern änderte sich durch die Bauernbefreiung, die infolge des Umsturzes 1848 vom Reichsrat beschlossen wurde. Ferdinand, der gütige Kaiser, musste 1848 abtreten, Franz Joseph wurde Kaiser für 68 Jahre. Die Bauernbefreiung brachte den Bauern wohl die Freiheit von der Abhängigkeit vom Grundherrn, von all den Abgaben und der Robot. Ab nun musste er aber auch den Schutz des ihm persönlich bekannten Grundherrn entbehren. Dafür kam der anonyme Staat mit seinen Steuern und den Beamten aus der Stadt, die den Bauern mit seinem Dialekt oft nicht verstanden. Viele Bauernhöfe gingen zugrunde, wurden versteigert, durch Großbetriebe oder Industriebetriebe aufgekauft, wenn der Bauer seine Steuern nicht mehr bezahlen konnte. In der zweiten Hälfte des 19. Jhs. wanderten hunderttausende junge bäuerliche Menschen, auch aus Reinsberg, in die Großstädte, vor allem Wien, und zu den Industriebetrieben, die immer mehr Menschen brauchten. Es kam zu großen sozialen Spannungen und ärgeren unmenschlichen Lebensbedingungen, als sie die Menschen vorher auf dem Lande hatten. Politische Parteien bildeten sich, die in scharfem Gegensatz zueinander standen. Die allmähliche Verbesserung der Lebensumstände in Land und Stadt in den ersten Jahren des 20. Jhs. wurde jäh und entscheidend unterbrochen durch den Ersten Weltkrieg.

### Einwohnerentwicklung
| Reinsberg: Einwohnerzahlen von 1869 bis 2024        | Reinsberg: Einwohnerzahlen von 1869 bis 2024 | Reinsberg: Einwohnerzahlen von 1869 bis 2024 | Reinsberg: Einwohnerzahlen von 1869 bis 2024 | Reinsberg: Einwohnerzahlen von 1869 bis 2024 |
| --------------------------------------------------- | -------------------------------------------- | -------------------------------------------- | -------------------------------------------- | -------------------------------------------- |
| Jahr                                                |                                              |                                              |                                              | Einwohner                                    |
| 1869                                                | 1869                                         |                                              | 785                                          | 785                                          |
| 1880                                                | 1880                                         |                                              | 733                                          | 733                                          |
| 1890                                                | 1890                                         |                                              | 760                                          | 760                                          |
| 1900                                                | 1900                                         |                                              | 756                                          | 756                                          |
| 1910                                                | 1910                                         |                                              | 783                                          | 783                                          |
| 1923                                                | 1923                                         |                                              | 772                                          | 772                                          |
| 1934                                                | 1934                                         |                                              | 777                                          | 777                                          |
| 1939                                                | 1939                                         |                                              | 745                                          | 745                                          |
| 1951                                                | 1951                                         |                                              | 700                                          | 700                                          |
| 1961                                                | 1961                                         |                                              | 744                                          | 744                                          |
| 1971                                                | 1971                                         |                                              | 739                                          | 739                                          |
| 1981                                                | 1981                                         |                                              | 834                                          | 834                                          |
| 1991                                                | 1991                                         |                                              | 947                                          | 947                                          |
| 2001                                                | 2001                                         |                                              | 1.014                                        | 1.014                                        |
| 2011                                                | 2011                                         |                                              | 1.010                                        | 1.010                                        |
| 2021                                                | 2021                                         |                                              | 1.073                                        | 1.073                                        |
| 2024                                                | 2024                                         |                                              | 1.052                                        | 1.052                                        |
| Quelle(n): Statistik Austria, Gebietsstand 1.1.2021 |                                              |                                              |                                              |                                              |

## Kultur und Sehenswürdigkeiten
- Burg Reinsberg

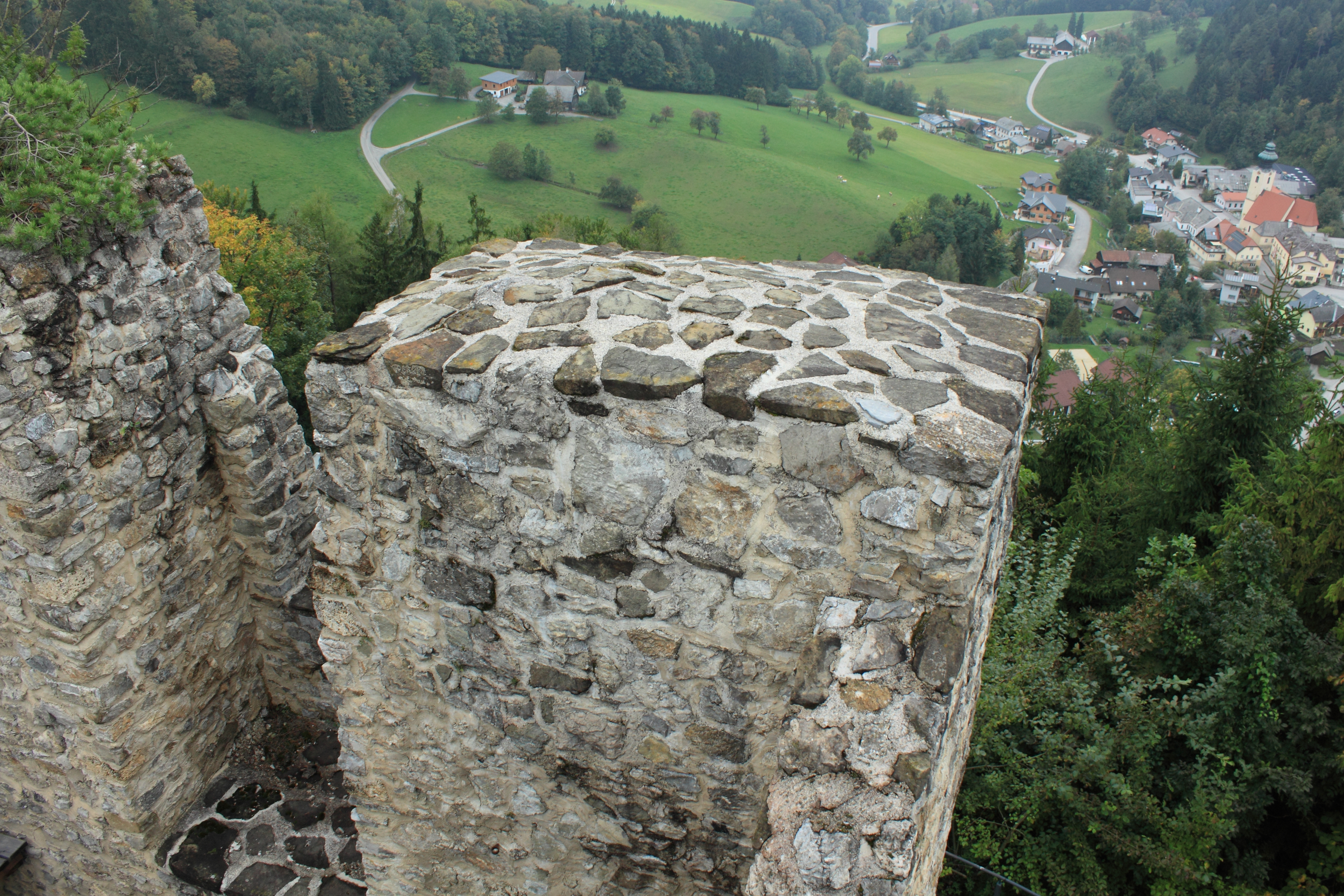
Burg Reinsberg

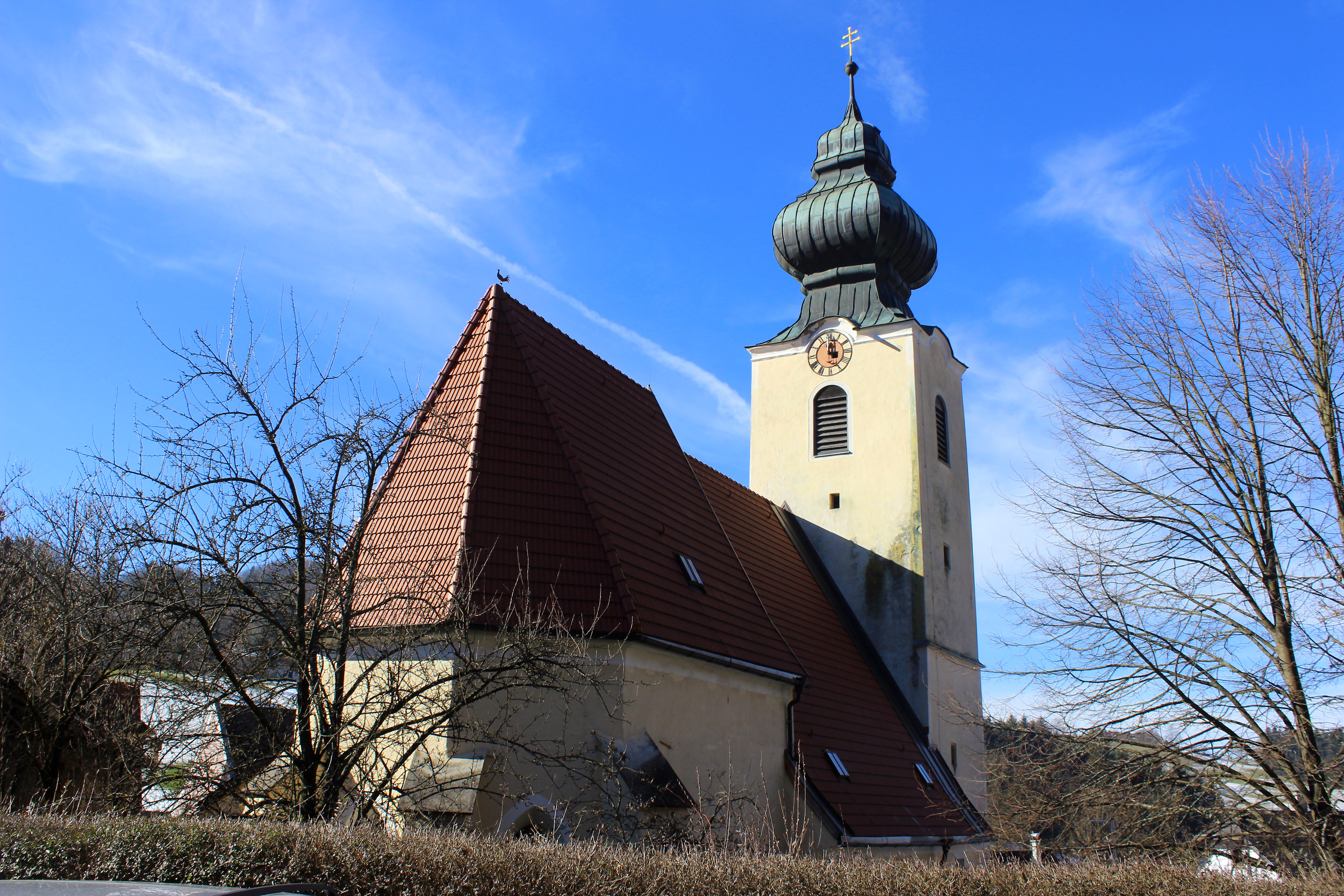
Pfarrkirche Reinsberg

- Katholische Pfarrkirche Reinsberg hl. Johannes der Täufer
- Stöckl-Gruft

## Wirtschaft und Infrastruktur
Nichtlandwirtschaftliche Arbeitsstätten gab es im Jahr 2001 24, land- und forstwirtschaftliche Betriebe nach der Erhebung 1999 83. Die Zahl der Erwerbstätigen am Wohnort betrug nach der Volkszählung 2001 490. Die Erwerbsquote lag 2001 bei 49,3 Prozent.

### Öffentliche Einrichtungen
In Reinsberg befindet sich ein Kindergarten und eine Volksschule.

### Verkehr
- Bahn: Die nächstgelegene Bahnstation ist Saffen bei Scheibbs an der Erlauftalbahn. Diese ist erreichbar mit Bussen (Linie 650), die einen stündlichen Anschluss nach Pöchlarn und damit zur Westbahn haben.[6]
- Straße: Auf der Westautobahn bis zur Ausfahrt Ybbs, auf der B25 über Wieselburg bis Saffen vor Scheibbs, dann rechts auf der B22 Richtung Gresten und ab der „Schnalle“ links nach Reinsberg. Von Waidhofen an der Ybbs auf der B31 bis Gstadt, auf der B22 über Ybbsitz und Gresten bis zur „Schnalle“ und rechts in Kürze nach Reinsberg.
- Bus: Reinsberg ist mit dem Postbus (Linie 650 Waidhofen an der Ybbs – Ybbsitz – Gresten – Reinsberg – Scheibbs) erreichbar.

## Politik

### Gemeinderat
Der Gemeinderat hat 19 Mitglieder.
- Mit den Gemeinderatswahlen in Niederösterreich 1990 hatte der Gemeinderat folgende Verteilung: 13 ÖVP und 2 SPÖ.
- Mit den Gemeinderatswahlen in Niederösterreich 1995 hatte der Gemeinderat folgende Verteilung: 13 ÖVP und 2 SPÖ.[7]
- Mit den Gemeinderatswahlen in Niederösterreich 2000 hatte der Gemeinderat folgende Verteilung: 13 ÖVP und 2 SPÖ.[8] (15 Mitglieder)
- Mit den Gemeinderatswahlen in Niederösterreich 2005 hatte der Gemeinderat folgende Verteilung: 15 ÖVP und 4 SPÖ.[9]
- Mit den Gemeinderatswahlen in Niederösterreich 2010 hatte der Gemeinderat folgende Verteilung: 11 ÖVP, 6 Liste Reinsberg und 2 SPÖ.[10]
- Mit den Gemeinderatswahlen in Niederösterreich 2015 hatte der Gemeinderat folgende Verteilung: 13 ÖVP, 4 Liste Reinsberg[11] und 2 SPÖ.[12]
- Mit den Gemeinderatswahlen in Niederösterreich 2020 hat der Gemeinderat folgende Verteilung: 16 ÖVP und 3 SPÖ.[13]

### Bürgermeister
- bis 2009 Rudolf Daurer (ÖVP)
- 2009–2013 Franz Mayer (ÖVP)
- seit 2013 Franz Faschingleitner (ÖVP)

## Persönlichkeiten
- Josef Plank (* 1958), ÖVP-Landesrat in Niederösterreich
- Josef Scheicher (1842–1924), Priester und Politiker, Ehrenbürger im Juni 1905[14]
- Karl Prüller, von 2002 bis 2012 Intendant der Opernfestspiele auf der Burgarena, Ehrenbürger 2022[15]